# Tizian Jost
Tizian Jost (* 8. August 1966 in Kassel als Hans-Christian Jost) ist ein deutscher Jazzpianist und -Vibraphonist. 

## Leben und Wirken
Jost erhielt seinen ersten Klavierunterricht im Alter von sechs Jahren; weiter lernte er Cello und Orgel. 
Auch nahm er privaten Unterricht bei Pepsi Auer, Paul Grabowsky und Mal Waldron. 
Seit seinem Umzug nach München 1985 ist er dort als professioneller Jazzmusiker aktiv. 
Zuerst hatte er Engagements bei dem Trompeter und Komponisten Franz-David Baumann, als Pianist der Bigband von Harald Rüschenbaum und von 1987 bis 1991 als Hauspianist des Jazzclubs Allotria in der Münchner Türkenstraße. 
Dort spielte er mit Musikern wie Mark Murphy, Dusko Goykovich, Roman Schwaller, Thomas Stabenow, Tony Lakatos u. a. 
Von 1987 bis 2000 arbeitete er mit dem Tenorsaxophonisten Günther Klatt zusammen. 
Diese Zusammenarbeit führte die beiden auf ausgedehnte Tourneen durch Süd- und Mittelamerika, den indischen Subkontinent und eine Vielzahl europäischer Länder. 
Von 1990 bis 2002 war er Co-Leader der brasilianischen Band Domundo, zusammen mit der Sängerin Lygia Campos und dem Schlagzeuger Claudio Wilner.
Er ist auch auf Alben von Claus Reichstaller/Axel Kühn, Johanna Schneider und Sophie Wegener zu hören. 
Auch spielte er vier Trio-CDs unter eigenem Namen für das japanische Platten-Label Atelier Sawano ein. 2012 erschien seine CD Afternoon in Rio mit Paulo Morello, Erivelton Silva, Wolfgang Lackerschmid und Hendrik Meurkens.
Seit 1995 ist er Dozent und seit 2015 Professor im Hauptfach Jazz-Klavier, bis 2008 am Richard-Strauss-Konservatorium, und seitdem – nach Fusion des Konservatoriums mit der Münchner Musikhochschule – an der Hochschule für Musik und Theater München. 
Zu seinen ehemaligen Schülern und Studenten zählen u. a. Benedikt Jahnel, Chris Gall, Marc Schmolling, Antje Uhle, Andrea Hermenau und Tim Allhoff.
Seit Dezember 2012 hat Tizian Jost den Vorsitz der Landesarbeitsgemeinschaft Jazz in Bayern e.V. inne.

## Lexikalische Einträge
- Jürgen Wölfer: Jazz in Deutschland. Das Lexikon. Alle Musiker und Plattenfirmen von 1920 bis heute. Hannibal, Höfen 2008, ISBN 978-3-85445-274-4.